# Anja Ilić
Anja Ilić (srb. Ања Илић; ur. 30 października 1998 r. w Užice) – serbska biegaczka narciarska, zawodniczka klubu Zvezda.

## Kariera
Po raz pierwszy na arenie międzynarodowej pojawiła się w 15 grudnia 2012 roku, podczas zawodów juniorskich w austriackiej miejscowości St. Ulrich am Pillersee, gdzie zajęła 71. miejsce w biegu na 5 km stylem dowolnym.
W Pucharze Świata zadebiutowała 14 grudnia 2019 roku w Davos, gdzie uplasowała się na 63. miejscu w sprincie stylem dowolnym. Pucharowych punktów jeszcze nie wywalczyła.

## Osiągnięcia

### Mistrzostwa świata
| Miejsce | Dzień     | Rok  | Miejscowość | Konkurencja                      | Czas biegu   | Strata       | Zwyciężczyni           |
| ------- | --------- | ---- | ----------- | -------------------------------- | ------------ | ------------ | ---------------------- |
| 81.     | 21 lutego | 2019 | Seefeld     | Sprint stylem dowolnym           | 2:32,35 min  | —            | Maiken Caspersen Falla |
| 80.     | 25 lutego | 2021 | Oberstdorf  | Sprint stylem klasycznym         | 2:36,76 min  | —            | Jonna Sundling         |
| DNS     | 27 lutego | 2021 | Oberstdorf  | 15 km bieg łączony               | 38:35,5 min  | -            | Therese Johaug         |
| 21.     | 28 lutego | 2021 | Oberstdorf  | Sprint drużynowy stylem dowolnym | 16:27,94 min | -            | Szwecja                |
| 88.     | 2 marca   | 2021 | Oberstdorf  | 10 km stylem dowolnym            | 23:09,8 min  | +10:50,2 min | Therese Johaug         |

### Mistrzostwa świata juniorów
| Miejsce | Dzień    | Rok  | Miejscowość | Konkurencja          | Czas biegu  | Strata      | Zwyciężczyni  |
| ------- | -------- | ---- | ----------- | -------------------- | ----------- | ----------- | ------------- |
| 63.     | 4 lutego | 2015 | Ałmaty      | 5 km stylem dowolnym | 13:26,9 min | +3:45,9 min | Victoria Carl |

### Igrzyska olimpijskie młodzieży
| Miejsce | Dzień     | Rok  | Miejscowość | Konkurencja              | Czas biegu  | Strata      | Zwyciężczyni     |
| ------- | --------- | ---- | ----------- | ------------------------ | ----------- | ----------- | ---------------- |
| 38.     | 13 lutego | 2016 | Lillehammer | Cross                    | 3:26,35 min | —           | Moa Lundgren     |
| 37.     | 16 lutego | 2016 | Lillehammer | Sprint stylem klasycznym | 3:19,55 min | —           | Johanna Hagström |
| 35.     | 18 lutego | 2016 | Lillehammer | 5 km stylem dowolnym     | 12:58,8 min | +2:37,7 min | Maja Jakunina    |

### Uniwersjada
| Miejsce | Dzień       | Rok  | Miejscowość | Konkurencja                           | Czas biegu  | Strata      | Zwyciężczyni        |
| ------- | ----------- | ---- | ----------- | ------------------------------------- | ----------- | ----------- | ------------------- |
| 51.     | 30 stycznia | 2017 | Ałmaty      | 5 km stylem klasycznym                | 14:08,6 min | +4:21,5 min | Lilija Wasiljewa    |
| 48.     | 31 stycznia | 2017 | Ałmaty      | 5 km stylem dowolnym (bieg pościgowy) | 13:29,7 min | +7:08,9 min | Anna Nieczajewska   |
| 41.     | 2 lutego    | 2017 | Ałmaty      | Sprint stylem klasycznym              | —           | —           | Marija Dawidjenkowa |

### Olimpijski festiwal młodzieży Europy
| Miejsce | Dzień       | Rok  | Miejscowość | Konkurencja              | Czas biegu  | Strata      | Zwyciężczyni          |
| ------- | ----------- | ---- | ----------- | ------------------------ | ----------- | ----------- | --------------------- |
| DNS     | 26 stycznia | 2015 | Steg        | 7,5 km stylem klasycznym | 23:04,3 min | —           | Marte Mæhlum Johansen |
| 63.     | 28 stycznia | 2015 | Steg        | 5 km stylem dowolnym     | 13:46,1 min | +3:47,1 min | Antonia Fräbel        |
| 68.     | 29 stycznia | 2015 | Steg        | Sprint stylem klasycznym | —           | —           | Olga Kuczeruk         |

### Puchar Świata

#### Miejsca w klasyfikacji generalnej
| Sezon     | Miejsce           |
| --------- | ----------------- |
| 2019/2020 | niesklasyfikowana |
| 2020/2021 | niesklasyfikowana |
| 2021/2022 | nie brała udziału |
| 2022/2023 | 145.              |
| 2023/2024 | niesklasyfikowana |
| 2024/2025 | nie brała udziału |

#### Miejsca w poszczególnych zawodachPucharu Świata
stan po zakończeniu sezonu 2019/2020
| Sezon 2019/2020 |                      |                     |    |                             |                    |                       |                      |                             |                          |                         |                        |                              |                           |                              |     |                     |                                      |                                      |                             |                         |                   |                      |                           |                           |                  |                         |                        |                           |    |                       |                      |                     |        |        |        |        |        |        |        |        |        |        |        |        |        |        |        |        |        |        |        |        |        |        |        |        |        |
| Ruka 29.11 (SP C) | Ruka 30.12 (10 km C) | Ruka 1.12 (10 km F) | RT | Lillehammer 7.12 (2×7,5 km) | Davos 14.12 (SP F) | Davos 15.12 (10 km F) | Planica 21.12 (SP F) | Lenzerheide 28.12 (10 km F) | Lenzerheide 29.12 (SP F) | Toblach 31.12 (10 km F) | Toblach 1.01 (10 km C) | Val di Fiemme 3.01 (10 km C) | Val di Fiemme 4.01 (SP C) | Val di Fiemme 5.01 (10 km F) | TdS | Drezno 11.01 (SP F) | Nové Město na Moravě 18.01 (10 km F) | Nové Město na Moravě 19.01 (10 km C) | Oberstdorf 25.01 (2×7,5 km) | Oberstdorf 26.01 (SP C) | Falun 8.02 (SP C) | Falun 9.02 (10 km F) | Östersund 15.02 (10 km F) | Östersund 16.02 (10 km C) | Åre 18.02 (SP F) | Meraker 20.02 (34 km F) | Trondheim 22.02 (SP C) | Trondheim 23.02 (15 km C) | ST | Lahti 29.02 (10 km C) | Konnerud 4.03 (SP F) | Oslo 7.03 (30 km C) | punkty | punkty | punkty | punkty | punkty | punkty | punkty | punkty | punkty | punkty | punkty | punkty | punkty | punkty | punkty | punkty | punkty | punkty | punkty | punkty | punkty | punkty | punkty | punkty | punkty |
| - | -                    | -                   |    | -                           | 63                 | -                     | 60                   | -                           | -                        | -                       | -                      | -                            | -                         | -                            | -   | -                   | -                                    | -                                    | -                           | -                       | -                 | -                    | -                         | -                         | -                | -                       | -                      | -                         | -  | -                     | -                    | -                   | 0      | 0      | 0      | 0      | 0      | 0      | 0      | 0      | 0      | 0      | 0      | 0      | 0      | 0      | 0      | 0      | 0      | 0      | 0      | 0      | 0      | 0      | 0      | 0      | 0      |
| Legenda |                      |                     |    |                             |                    |                       |                      |                             |                          |                         |                        |                              |                           |                              |     |                     |                                      |                                      |                             |                         |                   |                      |                           |                           |                  |                         |                        |                           |    |                       |                      |                     |        |        |        |        |        |        |        |        |        |        |        |        |        |        |        |        |        |        |        |        |        |        |        |        |        |
| 1 2 3 4-10 11-30 31-100 wyniki anulowane DNF - zawodnik nie ukończył biegu – - zawodnik nie wystartował TdS - Tour de Ski FPŚ - Finał Pucharu Świata RT - Ruka Triple LT - Lillehammer Tour |                      |                     |    |                             |                    |                       |                      |                             |                          |                         |                        |                              |                           |                              |     |                     |                                      |                                      |                             |                         |                   |                      |                           |                           |                  |                         |                        |                           |    |                       |                      |                     |        |        |        |        |        |        |        |        |        |        |        |        |        |        |        |        |        |        |        |        |        |        |        |        |        |